# Powiat bytowski

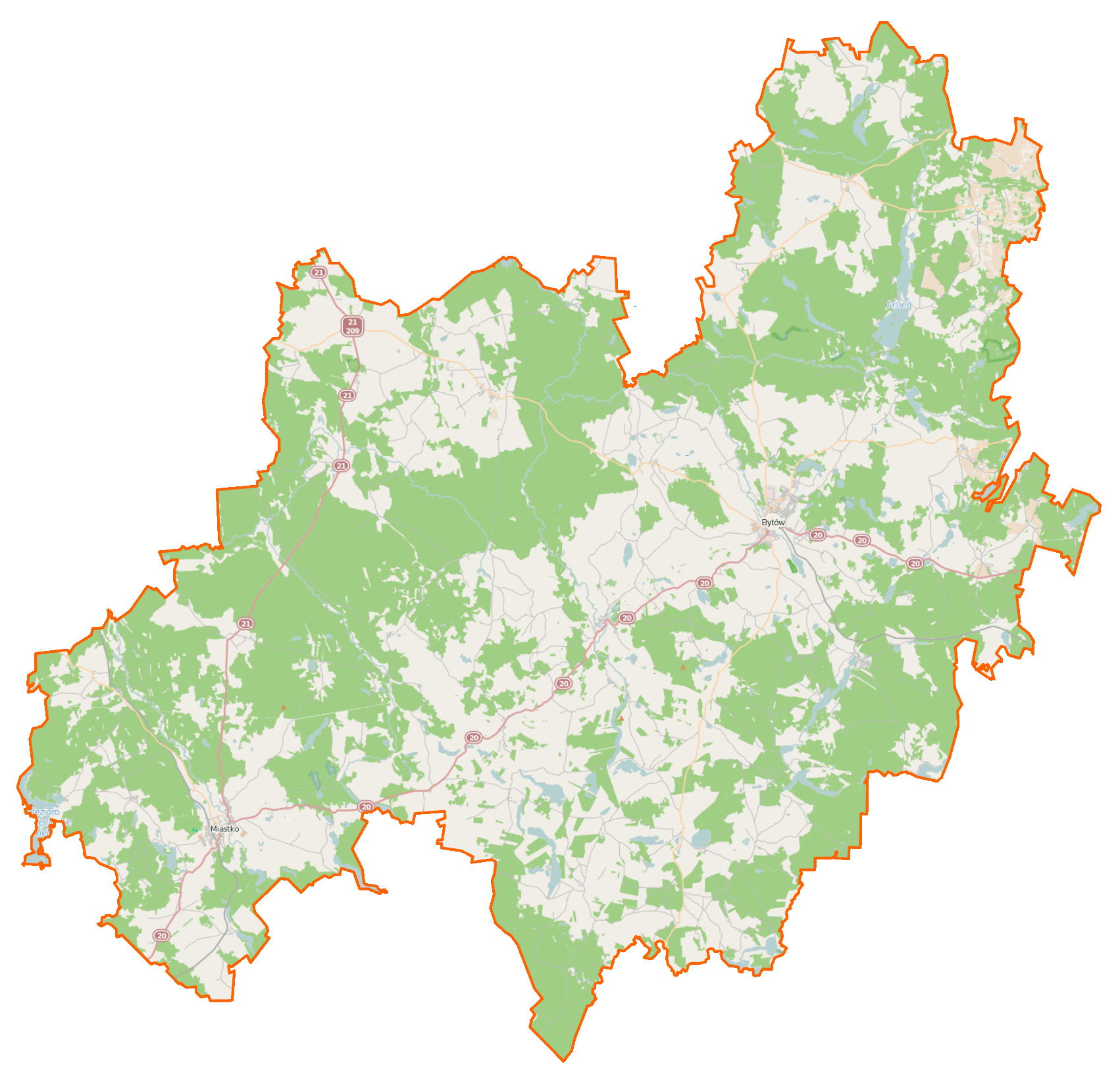
Mapa powiatu

Powiat bytowski (kaszb. Bëtowsczi kréz) – powiat w Polsce (województwo pomorskie), utworzony w 1999 w ramach reformy administracyjnej. Jego siedzibą jest miasto Bytów.
W skład powiatu wchodzą:
- miasta: Bytów, Miastko
- gminy miejsko-wiejskie: Bytów, Miastko
- gminy wiejskie: Borzytuchom, Czarna Dąbrówka, Kołczygłowy, Lipnica, Parchowo, Studzienice, Trzebielino, Tuchomie

Według danych z 31 grudnia 2019 roku powiat zamieszkiwało 79 198 osób. Natomiast według danych z 30 czerwca 2020 roku powiat zamieszkiwało 79 136 osób.

## Położenie
Według danych z 1 stycznia 2011 r. powierzchnia powiatu wynosiła 2192,07 km².
Sąsiednie powiaty:
- pomorskie: powiat chojnicki, powiat człuchowski, powiat kartuski, powiat kościerski, powiat lęborski, powiat słupski
- zachodniopomorskie: powiat koszaliński, powiat szczecinecki

## Demografia

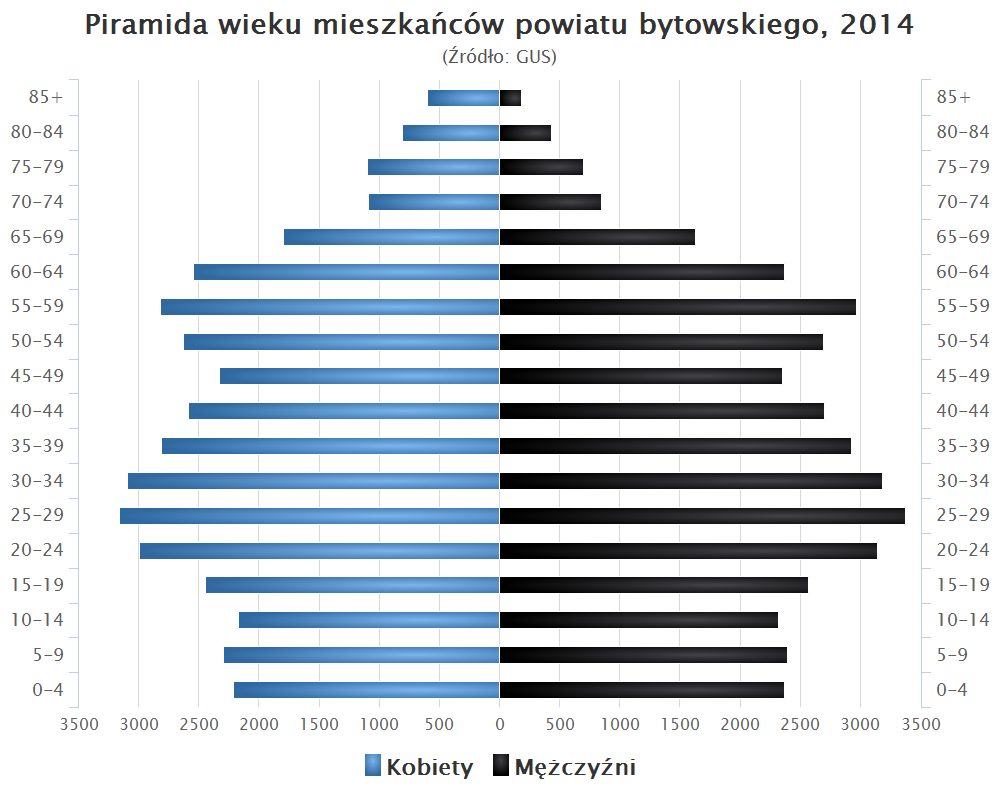
Piramida wieku mieszkańców powiatu bytowskiego w 2014 roku

Liczba ludności (dane z 31 grudnia 2019):
|        | Ogółem | Ogółem | Kobiety | Kobiety | Mężczyźni | Mężczyźni |
| osób   | %      | osób   | %       | osób    | %         |           |
| ------ | ------ | ------ | ------- | ------- | --------- | --------- |
| Ogółem | 79 198 | 100    | 39 735  | 50,17   | 39 463    | 49,83     |
| Miasto | 27 265 | 34,43  | 14 082  | 17,78   | 13 183    | 16,65     |
| Wieś   | 51 933 | 65,57  | 25 653  | 32,39   | 26 280    | 33,18     |

▶Wieś vs ▶miasto
Ogółem (▶k, ▶m)
Miasto (▶k, ▶m)
Wieś (▶k, ▶m)

### Ludność w latach
|      | \| Lata \| Ludność[7] (stan na 31 grudnia) \| \| ---- \| ------------------------------- \| \| 1999 \| 74 395 \| \| 2000 \| 74 736 \| \| 2001 \| 75 067 \| \| 2002 \| 75 109 \| \| 2003 \| 75 246 \| \| 2004 \| 75 369 \| \| 2005 \| 75 328 \| \| 2006 \| 75 286 \| \| 2007 \| 75 527 \| \| 2008 \| 75 813 \| \| 2009 \| 76 043 \| \| 2010 \| 76 168 \| \| 2011 \| 78 232 \| \| 2012 \| 78 331 \| \| 2013 \| 78 307 \| \| 2014 \| 78 631 \| \| 2015 \| 78 670 \| \| 2018 \| 79 299 \| \| 2019 \| 79 198[1] \| |
| Lata | Ludność (stan na 31 grudnia) |
| 1999 | 74 395 |
| 2000 | 74 736 |
| 2001 | 75 067 |
| 2002 | 75 109 |
| 2003 | 75 246 |
| 2004 | 75 369 |
| 2005 | 75 328 |
| 2006 | 75 286 |
| 2007 | 75 527 |
| 2008 | 75 813 |
| 2009 | 76 043 |
| 2010 | 76 168 |
| 2011 | 78 232 |
| 2012 | 78 331 |
| 2013 | 78 307 |
| 2014 | 78 631 |
| 2015 | 78 670 |
| 2018 | 79 299 |
| 2019 | 79 198 |

## Gospodarka
W końcu września 2019 liczba zarejestrowanych bezrobotnych w powiecie obejmowała ok. 2,7 tys. mieszkańców, co stanowi stopę bezrobocia na poziomie 9,1% do aktywnych zawodowo.

## Samorząd

### Starostowie bytowscy
- Leszek Pałasz (1998–2001)
- Andrzej Hrycyna p.o. (2001–2002)
- Michał Świątek-Brzeziński (2002–2006)
- Roman Zaborowski (2006–2007)
- Jacek Żmuda-Trzebiatowski (2007–2015)
- Leszek Waszkiewicz (od 2015)

### Wicestarostowie bytowscy
- Andrzej Hrycyna (1998–2002)
- Tomasz Borowski (2002–2006)
- Krzysztof Sławski (2006–2010)
- Andrzej Marcinkowski (2010–2014)
- Zbigniew Batko (2014–2018)
- Roman Ramion (od 2018)

### Przewodniczący rady powiatu
- Mieczysław Bachórz (1998–2002)
- Jerzy Jobczyk (2002–2006)
- Andrzej Hrycyna (od 2006)

Rada Powiatu
| Ugrupowanie                                    | 2002–2006  | 2006–2010 | 2010–2014 | 2014–2018 | 2018–2023 |
| ---------------------------------------------- | ---------- | --------- | --------- | --------- | --------- |
| Sojusz Lewicy Demokratycznej                   | 3 (SLD-UP) | –         | –         | –         | –         |
| Porozumienie Samorząd 2002                     | 7          | –         | –         | –         | –         |
| Niezależna Inicjatywa Wyborcza                 | 7          | 4         | 4         | 2         | –         |
| Wspólnota Samorządowa – Prawo i Sprawiedliwość | 2          | –         | –         | –         | –         |
| Prawo i Sprawiedliwość                         | –          | 3         | 2         | 7         | 4         |
| Platforma Obywatelska                          | –          | 7         | 10        | 9         | –         |
| PS Porozumienie Samorządowe                    | –          | 5         | –         | –         | –         |
| Porozumienie Lokalne                           | –          | –         | 2         | 1         | 4         |
| Samorządność                                   | –          | –         | 1         | –         | –         |
| Wspólnota Samorządowa                          | –          | –         | –         | –         | 11        |

## Komunikacja
- Linie kolejowe:
  - czynne:
  - 405 Piła Główna – Ustka (przez Miastko)
  - 413 Słosinko – Człuchów
  - nieczynne, istniejące:
  - 212 Lipusz – Korzybie
  - nieczynne, nieistniejące:
  - 237 Lębork – Bytów
  - Linia kolejowa Bytów – Miastko
- Drogi:
  - krajowe:
  - droga krajowa nr 20 Stargard – Gdynia (przez Miastko, Tuchomie, Bytów)
  - droga krajowa nr 21 Ustka – Miastko (przez Trzebielino)
  - wojewódzkie:
  - droga wojewódzka nr 206 Koszalin – Miastko
  - droga wojewódzka nr 209 Warszkowo – Bytów (przez Kołczygłowy, Borzytuchom)
  - droga wojewódzka nr 210 Słupsk – Unichowo
  - droga wojewódzka nr 211 Żukowo – Nowa Dąbrowa (przez Czarną Dąbrówkę)
  - droga wojewódzka nr 212 Osowo Lęborskie – Kamionka (przez Czarną Dąbrówkę, Bytów, Lipnicę)
  - droga wojewódzka nr 228 Bytów – Kartuzy (przez Parchowo)